# Kenneth Clarke
Kenneth Harry Clarke (ur. 2 lipca 1940 w Nottingham) – brytyjski polityk, członek Partii Konserwatywnej, minister w rządach Margaret Thatcher, Johna Majora i Davida Camerona. Piastował różne stanowiska rządowe przez cały 18-letni okres rządów konserwatystów w latach 1979–1997. Trzykrotnie startował w wyborach na lidera partii, za każdym razem bez powodzenia. W latach 1970–2019 był nieprzerwanie członkiem Izby Gmin, w latach 2017–2019  Ojcem Izby (ang. Father of the House).

## Wczesne lata życia
Wykształcenie odebrał w Nottingham High School. Następnie studiował prawo na Gonville and Caius College na Uniwersytecie Cambridge. Na studiach wstąpił do Partii Konserwatywnej i został przewodniczącym uniwersyteckiego stowarzyszenia konserwatystów. Clarke bez powodzenia startował w wyborach na przewodniczącego Związku Studentów Cambridge, ale wygrał wybory rok później. Po ukończeniu studiów w 1963 został powołany do korporacji prawniczej. Już w 1964 wystartował w wyborach do Izby Gmin, ale przegrał wybory w okręgu Mansfield. Druga próba, w 1966 w tym samym okręgu, również zakończyła się porażką. Wreszcie w 1970 Clarke wygrał wybory w okręgu Rushcliffe.

## Kariera polityczna

### W rządzie
Już w 1972 został rządowym whipem. Dbał o zapewnienie rządowi większości w Izbie podczas głosowania nad przyjęciem Wielkiej Brytanii do EWG. Stanowisko to utracił po przegranej konserwatystów w wyborach 1974. Chociaż sprzeciwiał się wyborowi Margaret Thatcher na lidera partii, w 1975 otrzymał od niej stanowisko rzecznika ds. przemysłu w 1976. Kiedy konserwatyści wygrali wybory w 1979 otrzymał stanowisko parlamentarnego sekretarza ds. transportu. W 1980 został Radcą Królowej.
Po okresie urzędowania na stanowisku podsekretarza stanu w resorcie transportu Clarke został w 1982 ministrem stanu w departamencie zdrowia. Był nim do 1985, kiedy to został członkiem gabinetu jako Paymaster-General oraz ministrem w resorcie zatrudnienia, reprezentującym resort w Izbie Gmin (minister zatrudnienia, lord Young, zasiadał w Izbie Lordów). W 1987 został Kanclerzem Księstwa Lancaster i ministrem w departamencie handlu i przemysłu odpowiedzialnym za centra dużych miast (Inner cities).
W 1988 został ministrem zdrowia, gdzie odpowiadał za reformę Narodowej Służby Zdrowia. W 1990, pod koniec rządów Thatcher, został ministrem edukacji i nauki. Był jednym z ministrów, którzy nakłaniali Margaret Thatcher do rezygnacji ze stanowiska lidera partii. W wyborach poparł Douglasa Hurda. Pomimo iż wybory wygrał John Major, Clarke zachował swoje stanowisko. Piastował je przez dwa lata przeprowadzając wiele reform w systemie edukacji. Po zwycięstwie partii w wyborach 1992 został ministrem spraw wewnętrznych. W maju 1993 zastąpił Normana Lamonta na stanowisku kanclerza skarbu.
Początkowo Clarke był uznawany za jednego z najbardziej wpływowych polityków w gabinecie. Na stanowisku kanclerza skarbu radził sobie dobrze. Za jego urzędowania brytyjska gospodarka zaczęła wychodzić z kryzysu początku lat 90. Nadzorował nową politykę monetarną po wydarzeniach Czarnej Środy. Obniżył podatek dochodowy z 25 do 23%. Efektywność działań Clarke’a osłabiały spory w gabinecie na temat polityki europejskiej, gdzie Clarke występował jako zdecydowany euroentuzjasta i zwolennik wejścia Wielkiej Brytanii do strefy euro.

### W opozycji
Po porażce torysów w wyborach 1997 i przejściu do opozycji Clarke wystartował w wyborach na lidera partii. Wygrał w pierwszych dwóch turach głosowania, ale w trzeciej decydującej uległ Williamowi Hague. Ponowną próbę podjął w 2001. W pierwszych dwóch turach głosowania wśród deputowanych zajmował trzecie miejsca, ale wygrał trzecią turę. Jednak podczas głosowania wśród wszystkich członków Partii Konserwatywnej zajął drugie miejsce, za Iainem Duncanem Smithem. Porażkę tę przypisywano wzrostowi nastrojów eurosceptycznych w Partii Konserwatywnej. Trzecia próba objęcia stanowiska lidera konserwatystów podjęta w 2005 zakończyła się porażką Clarke’a już w pierwszej turze głosowań.
Jako polityk opozycji Clark nie angażował się w działania gabinetu cieni, mimo iż w 1997 stanowisko proponował mu William Hague. Dopiero w 2005 przyjął nominację nowego lidera konserwatystów, Davida Camerona, na stanowisko przewodniczącego komitetu programowego Partii Konserwatywnej.
W tym czasie Clarke prowadził ożywioną działalność pozaparlamentarną. Był m.in. wiceprzewodniczącym British American Tobacco (BAT, w latach 1998–2007) oraz wiceprzewodniczącym Alliance Unichem. Prowadził również serię programów poświęconych jazzowi na antenie BBC Radio 4. Co miesiąc pisywał do Financial Mail oraz co tydzień był komentatorem Bloomberg Television.
W styczniu 2009 Clarke został członkiem gabinetu cieni, obejmując stanowisko ministra biznesu, innowacji i zdolności.

### Ponownie w rządzie
Po zwycięstwie konserwatystów w wyborach parlamentarnych w 2010 i sformowaniu koalicji z Liberalnymi Demokratami, Clarke otrzymał stanowiska ministra sprawiedliwości i Lorda Kanclerza w nowym gabinecie Davida Camerona. Podczas rekonstrukcji rządu we wrześniu 2012 stracił te urzędy, lecz pozostał w gabinecie jako minister bez teki. W czasie następnej rekonstrukcji w 2014 całkowicie zrezygnował z zasiadania w rządzie, co motywował wiekiem (miał wówczas 74 lata).
Clarke z powodzeniem wystartował w wyborach w 2015 roku, zapewniając sobie możliwość przedłużenia swojego łącznego czasu zasiadania w parlamencie do 50 lat (1970-2020). Zapowiedział jednak, że do końca swojej kariery politycznej będzie chciał już pozostać jednym z backbenchers.
W kontrze do swojej partii, do samego końca pozostawał zdecydowanym przeciwnikiem Brexitu – zasłynął m.in. gorącym przemówieniem w Izbie Gmin 1 lutego 2017 roku, wzywającym Izbę do odrzucenia Brexitu w imię dobra i przyszłości Wielkiej Brytanii oraz następnych pokoleń

## Życie prywatne
Clarke interesuje się jazzem, ornitologią, historią polityczną i oglądaniem sportu. Jest kibicem Nottingham Forest F.C. Był przewodniczącym Nottinghamshire County Cricket Club. Jest kibicem Formuły 1.
Jest żonaty z Gillian Edwards. Ślub wziął w listopadzie 1964. Ma syna i córkę.